# Tuomo Mannermaa
Tuomo Mannermaa, né le 29 septembre 1937 à Oulu et mort le 19 janvier 2015 à Espoo, est un théologien finlandais.

## Biographie
Professeur de théologie œcuménique à l'université d'Helsinki, il est connu pour sa critique de la Concorde de Leuenberg et ses recherches sur les relations entre théosis et justification chez Luther. Son travail, qui rapproche le luthéranisme de la doctrine de l'Église orthodoxe, lui vaut d'être considéré comme le père de la nouvelle interprétation finlandaise de Luther.

## Ouvrages
- (fi) Lumen fidei et obiectum fidei adventicium : Uskontiedon spontaanisuus ja reseptiivisyys Karl Rahnerin varhaisessa ajattelussa (thèse, université d’Helsinki. Missiologian ja ekumeniikan seuran julkaisuja 19), Helsinki, Missiologian ja ekumeniikan seura, 1971
- (fi) Karl Rahnerin varhainen filosofinen antropologia (Missiologian ja ekumeniikan seuran julkaisuja 21), Helsinki, Missiologian ja ekumeniikan seura, 1971
- (fi) Kristillisen opin vaiheet : Dogmihistorian peruskurssi, Helsinki, Gaudeamus, 1975, 197 p. (ISBN 951-662-140-6)
- (fi) Preussista Leuenbergiin : Leuenbergin konkordian teologinen metodi (Missiologian ja ekumeniikan seuran julkaisuja 29), Helsinki, Missiologian ja ekumeniikan seura, 1978
- (fi) In ipsa fide Christus adest : Luterilaisen ja ortodoksisen kristinuskonkäsityksen leikkauspiste (Missiologian ja ekumeniikan seuran julkaisuja 30), Helsinki, Missiologian ja ekumeniikan seura, 1979, 78 p. (ISBN 951-95205-5-4)
- (de) Von Preussen nach Leuenberg : Hintergrund und Entwicklung der theologischen Methode der Leuenberger Konkordie (Arbeiten zur Geschichte und Theologie des Luthertums, Neue Folge 1), Hanovre, Lutherisches Verlagshaus, 1981, 207 p. (ISBN 3-7859-0480-0)
- (fi) Kaksi rakkautta : Johdatus Lutherin uskonmaailmaan (Suomalaisen teologisen kirjallisuusseuran julkaisuja 194), Helsinki, Suomalainen teologisen kirjallisuusseura, 1983 (ISBN 952-9791-09-7)
- (de) Der im Glauben gegenwärtige Christus : Rechtfertigung und Vergottung zum ökumenischen Dialog (Arbeiten zur Geschichte und Theologie des Luthertums, Neue Folge 8), Hanovre, Lutherisches Verlagshaus, 1989, 200 p. (ISBN 3-7859-0579-3)
- (fi) Kontrapunkteja : Teologisia tutkimuksia ajankohtaisista teemoista (Suomalaisen teologisen kirjallisuusseuran julkaisuja 122), Helsinki, Suomalainen teologinen kirjallisuusseura, 1990 (ISBN 951-9111-32-8)
- (fi) Paralleeleja : Lutherin teologia ja sen soveltaminen (Suomalaisen teologisen kirjallisuusseuran julkaisuja 182), Helsinki, Suomalainen teologinen kirjallisuusseura, 1993 (ISBN 951-9111-94-8)
- (fi) Pieni kirja Jumalasta, Helsinki, Kirjapaja, 1995 (ISBN 951-625-318-0)

## Prix et récompenses
- Prix du livre chrétien de l'année, 1995